# Chiesa del Carmine (Paternò)
La chiesa di Santa Maria del Carmelo, meglio nota come Chiesa del Carmine, è un luogo di culto cattolico sito in Paternò, in provincia di Catania.

## Storia
La chiesa fu fondata nel 1502 con l'intitolazione al culto della Madonna della Catena, per volontà dell'amministrazione civica, in contrada Santa Maddalena, su un terreno adiacente all'ospedale, concesso dall'Abate di Santa Maria di Licodia e del Monastero di San Nicolò l'Arena di Catania.
Nel 1566, il Principe di Paternò, Francesco Moncada de Luna, fece concessione della chiesa all'Abate di Santa Maria di Licodia e San Nicolò l'Arena, assegnandogli il ricavato di nove giorni del gettito delle gabelle per le spese della festa della Madonna della Catena. In seguito, con atto del 21 luglio 1573 in notaio Antonio Di Michele da Paternò, la città concesse la chiesa all'Ordine dei Padri Carmelitani, allora insediati nella piccola chiesa di Santa Maria Annunziata, perché in alcuni locali dell'adiacente ospedale fondassero il loro convento, e qui si trasferirono i religiosi dell'Ordine in corrispettivo dell'obbligo assuntosi di dispensare i sacramenti agli ammalati. I Carmelitani realizzarono anche un piccolo oratorio, destinato a sede della confraternita della Madonna del Carmine.
Agli inizi del XIX secolo, l'ospedale venne trasferito nella casa del barone Pietro Ciancio, nella zona Falconieri. Nel 1866, con la promulgazione delle leggi sull'eversione dell'asse ecclesiastico, l'annesso convento dei Carmelitani fu soppresso e passò di proprietà della Provincia di Catania, che nel 1878 adibì i locali a sede del comando dell'Arma dei Carabinieri, la cui permanenza durò fino alla fine degli anni cinquanta del XX secolo. La chiesa, che continuò ad essere adibita al culto, fu fatta oggetto di vari interventi all'atto della presa di possesso da parte dei padri Carmelitani, e restaurata nel 1923; a questa data risalgono l'intero rifacimento della decorazione interna e il ripristino della facciata, attestato dall'epigrafe scolpita sul portale del tempio.

## Descrizione
L'edificio si trova nel centro storico di Paternò, ed è una delle tre chiese che sorgono in piazza Santa Barbara, situata nella parte settentrionale. La Chiesa del Carmine è costruita secondo lo stile architettonico rinascimentale tipico del Cinquecento; il prospetto, molto compatto e realizzato in pietra di Comiso, presenta interessanti elementi decorativi, e la sua parte centrale, un portale d'ingresso sormontato da una nicchia ornata contenente la statua della Madonna col Bambino. Ai due lati del portale, due coppie di lesene definite da alti capitelli d'ordine composito, il lato destro, presenta una piccola cella campanaria, e l'intera facciata è racchiusa da un timpano sormontato da un crocifisso.
L'interno della chiesa è formato da un'unica navata con altare realizzato in marmo, dietro al quale vi è un quadro raffigurante la Vergine del Carmelo fra San Simone Stock e Sant'Alberto, ed un simulacro marmoreo della Madonna della Catena con il Bambino attribuita ad Antonello Gagini, risalente al XVI secolo e proveniente dal Monastero delle Benedettine.